# Palazzo Centini Toni

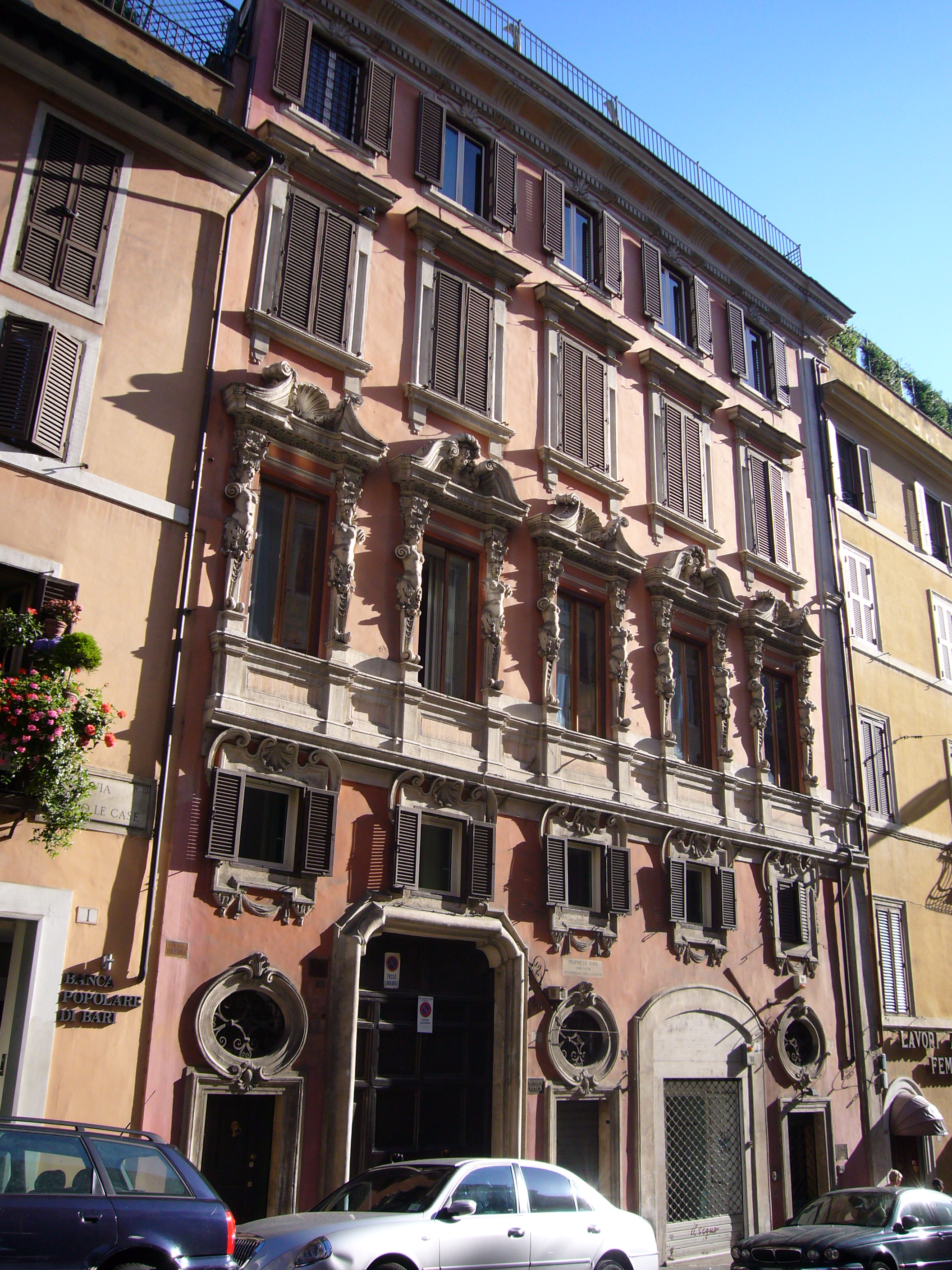
Fachada do palácio.

Palazzo Centini Toni é um palacete localizado na Via Capo le Case (nº 3), no rione Colonna de Roma. É conhecido também como Casa dei Pupazzi ou Palazzo dei Pupazzi por causa de suas curiosas cariátides no piso nobre.
A Casa Crivelli, no rione Ponte, também é conhecida como Casa dei Pupazzi.

## História
Inicialmente uma propriedade do arquiteto Tommaso Mattei, o edifício foi adquirido pelo cardeal Felice Centini, que encomendou uma reforma a Giuseppe Francesco Rosa entre 1722 e 1742. Em 1798, o palácio foi vendido à família Toni, que, em 1886, o restauraram novamente, como indica uma placa afixada ao lado do portal de entrada. Neste período, o pintor Massimo D'Azeglio estabeleceu seu estúdio num dos apartamentos do palácio. 

## Descrição
O palácio tem três pisos com cinco janelas em cada um e um mezzanino acima do piso térreo, no qual se abre um elegante portal flanqueado por uma porta de garagem e três pequenas portas com três janelas ovais emolduradas e decoradas. Todas as janelas são decoradas em estuque; no piso nobre são cópias de cariátides que sustentam tímpanos quebrados com volutas, com conchas e cabeças femininas no centro.